# محوطه قمر عالی ۱
محوطه قمر عالی ۱ مربوط به عصر آهن دو I است و در شهرستان گیلانغرب، بخش مرکزی، دهستان چله در جنوب، چسبیده به روستای قمرعالی واقع شده و این اثر در تاریخ ۱۸ اسفند ۱۳۸۷ با شمارهٔ ثبت ۲۴۹۰۴ به‌عنوان یکی از آثار ملی ایران به ثبت رسیده است.